# Intel Core 2
Pour les articles homonymes, voir Core et Intel Core.
Pentium D (PC bureau)
Intel Core Solo/Duo (PC portables) Nehalem

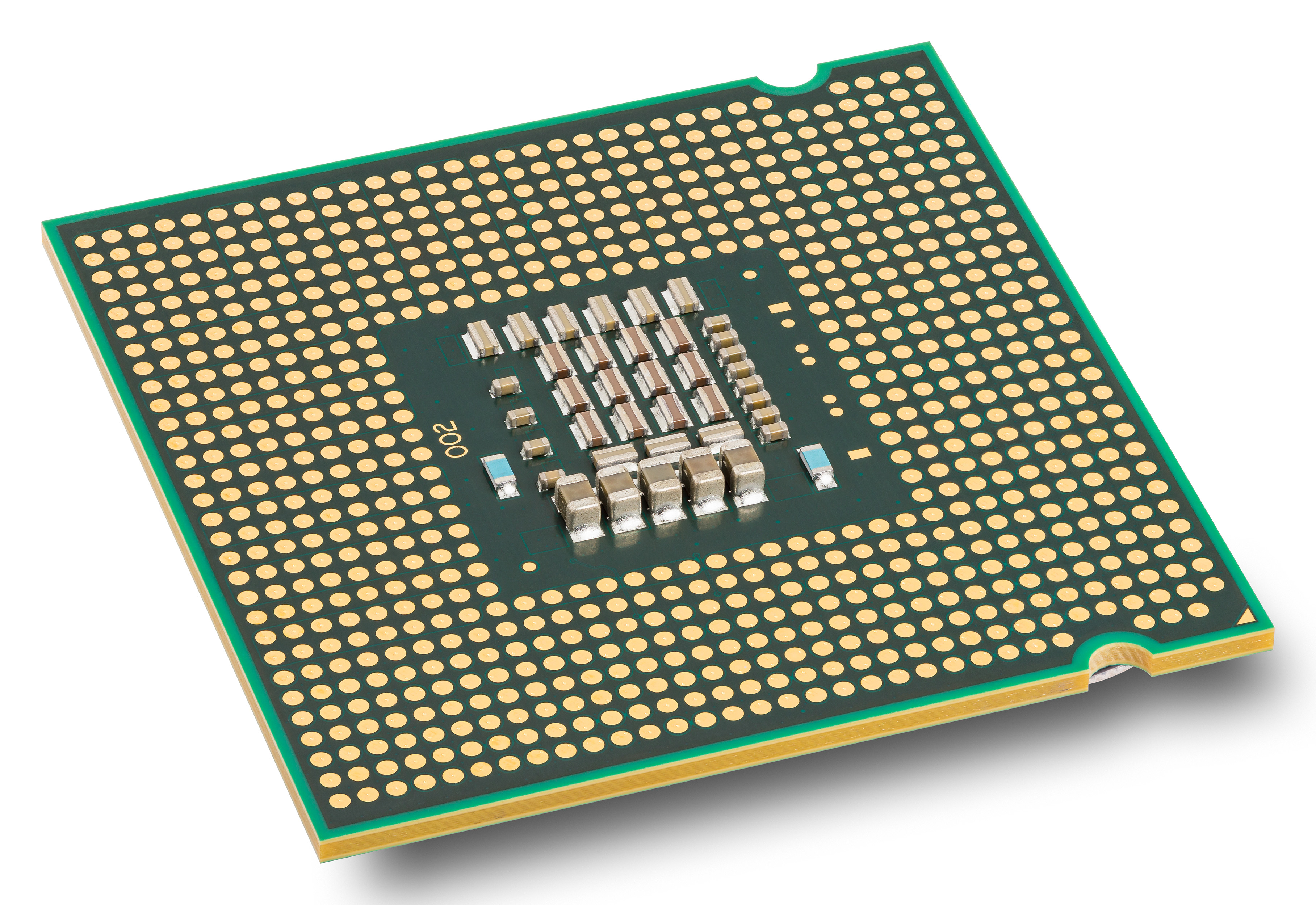
Processeur Wolfdale Core 2 Duo E8400 vu en perspective.

Les Core 2 sont une famille de microprocesseurs 64 bits x86-64 grand public, fabriqués par Intel à partir de la microarchitecture Core et existant en versions mono (« Solo »), double (« Duo ») ou quadruple cœurs (« Quad »).
Couvrant une grande variété de domaines d'utilisation (ordinateurs de bureau, portables, ultra portables, stations de travail et serveurs), ils furent produits de 2006 à 2011. Leurs successeurs furent les microprocesseurs de la famille Nehalem, utilisant une microarchitecture du même nom.

## Historique
La famille de processeurs Core 2 fut présentée par Intel pour la première fois le 27 juillet 2006, comprenant les Duo (double cœurs) et Extreme — des Duo et des Quad — puis, le 6 août 2007, les sous-familles dérivées Quad (quadruple cœurs) et Solo (mono cœur). Les processeurs Core 2 intégrant la technologie vPro (en) — conçus pour les entreprises — incluent les branches Duo et Quad.
Bien que les processeurs Woodcrest soient également basés sur l'architecture Core, ils ne furent proposés que sous la marque Xeon. À partir de décembre 2006, tous les processeurs Core 2 Duo furent produits à partir de wafers de 300 mm à l'usine Fab12 en Arizona, et à l'usine Fab-24-2 dans le comté de Kildare, en Irlande.
La commercialisation du Core 2 relégua la marque Pentium au marché des processeurs de gamme intermédiaire (mid-range marker) et réunifia les gammes de processeurs pour ordinateurs fixes (desktop) et portables (laptop) sous le même nom, à des fins commerciales, alors qu'auparavant ces séries étaient nommées différemment : Pentium 4, Pentium D et Pentium M.

## Caractéristiques techniques
Les modèles mono ou double cœurs étaient produits avec un seul die, alors que les modèles quadruple cœurs comprenaient deux dies, chacun contenant deux cœurs, contenus à l'intérieur d'un boîtier appelé multi-chip module.
Les Core 2 et autres microprocesseurs sur socket LGA 775 sont capables d'exécuter la virtualisation, à condition que les logiciels de machine virtuelle installés dessus supportent ces processeurs, sans nécessiter les technologies VT-x avec EPT (Extended Page Table). Les versions plus récentes des logiciels de virtualisation ne supportent plus les processeurs plus anciens que le Nehalem (Core 2 et ultérieurs) à cause des technologies VT-x avec EPT, ou simplement l'absence de technologie SLAT (Second-Level Address Translation) sur ces processeurs. L'ensemble de technologies « VT-x avec EPT » d'Intel fut réintroduit sur l'architecture plus récente Nehalem, qui fut commercialisée à partir de la fin de l'année 2008,.

## À propos du nom
« Core » est en outre un terme anglais signifiant « noyau » ou « cœur », et désignant en informatique l'ensemble des structures constituant un seul microprocesseur : unités de décodage des instructions, de prédiction de branchement, d'exécution, cache L1, etc.
La tendance actuelle est de réunir plusieurs microprocesseurs sur un même die (puce de silicium), constituant ainsi un bi-cœur, quadri ou plus (dual, quad ou multi core). Ceci explique le choix d'Intel des noms commerciaux Core 1 et Core 2 et des noms de code en « Core Architecture ».

## Système de numérotation
L'introduction de l'architecture Core 2 s'accompagne de son propre système de nomenclature. Il est conçu de la manière suivante.

### Lettre
Une lettre désigne l'enveloppe thermique (sans lien avec la numérotation des Pentium M) et par conséquent la gamme à laquelle appartient le processeur. La lettre Q indique qu'il s'agit d'un processeur quadruple coeur et la lettre X d'un processeur haute performance (série Intel Core 2 Extreme).
| Numérotation | Cœur                          | Gamme                      | TDP   | Commentaires                               |
| ------------ | ----------------------------- | -------------------------- | ----- | ------------------------------------------ |
| QX           | Kentsfield, Yorkfield, Penryn | Core 2 Extreme             | 130 W | PC de bureau haute performance             |
| Q            | Kentsfield, Yorkfield, Penryn | Core 2 Quad                | 95 W  | PC de bureau                               |
| Qs           | Penryn                        | Core 2 Quad                | 65 W  | PC de bureau                               |
| E            | Conroe, Wolfdale, Penryn      | Core 2 Duo                 | 65 W  | PC de bureau                               |
| QX           | Penryn                        | Core 2 Extreme             | 45 W  | Portable haute performance                 |
| X            | Merom, Penryn                 | Core 2 Extreme             | 44 W  | Portable haute performance                 |
| Q            | Penryn                        | Core 2 Quad                | 45 W  | Portable                                   |
| T            | Merom, Penryn                 | Core 2 Duo - Centrino      | 35 W  | Portable, ordinateur à faible encombrement |
| P, SP        | Penryn                        | Core 2 Duo - Centrino      | 25 W  | Portable, ordinateur à faible encombrement |
| L, SL        | Merom (L), Penryn (SL)        | Core 2 Duo LV - Centrino   | 17 W  | Portable faible consommation               |
| U, SU        | Merom (U), Penryn (SU)        | Core 2 Duo ULV - Centrino  | 10 W  | Portable très faible consommation          |
| U, SU        | Merom (U), Penryn (SU)        | Core 2 Solo ULV - Centrino | 5,5 W | Portable très faible consommation          |

### 1erchiffre
La définition du premier chiffre varie selon la gamme. Elle désigne :
- la fréquence du FSB pour la gamme Core 2 Duo ;
- la quantité de mémoire cache de niveau 2 (L2) pour la plate-forme Centrino.

| Numérotation | Cœur       | FSB        |  | Numérotation | Cœur     | Cache L2 |
| ------------ | ---------- | ---------- |  | ------------ | -------- | -------- |
| Core 2 Duo   | Core 2 Duo | Core 2 Duo |  | Centrino     | Centrino | Centrino |
| E8x00        | Wolfdale   | 1 333 MT/s |  | X9x00, T9x00 | Penryn   | 6 Mio    |
| E7x00        | Wolfdale   | 1 066 MT/s |  | T8x00, P7x00 | Penryn   | 3 Mio    |
| E6x50        | Conroe     | 1 333 MT/s |  | T6x00        | Penryn   | 2 Mio    |
| E6x00        | Conroe     | 1 066 MT/s |  | T7x00        | Merom    | 4 Mio    |
| E4x00        | Conroe     | 800 MT/s   |  | T5x00        | Merom    | 2 Mio    |

### 2echiffre
Le deuxième chiffre définit la fréquence, mais sans logique particulière et n'est comparable qu'entre processeurs commençant par la même lettre et le même premier chiffre (sauf sur LGA 775). Ainsi un E6600 est cadencé à 2,40 GHz et un E6700 à 2,67 GHz, mais un T5600 est cadencé à 1,83 GHz et un T7600 à 2,33 GHz.
Pour la gamme Core 2 Quad, le deuxième chiffre permet de distinguer certaines caractéristiques, mais au vu du nombre peu important de processeurs, elle ne peut être généralisée.

### 3echiffre
Il s'agit fréquemment d'un zéro, mais certains processeurs présentent de légères disparités (fréquence, FSB…) avec les modèles de rang inférieur ou supérieur et imposent l'utilisation d'un chiffre distinct. Il n'y a pas de règles spécifiques au 3e chiffre, qui dépend avant tout de la gamme à laquelle appartient le processeur.

### 4echiffre
Le dernier chiffre est presque toujours un zéro, excepté pour les quelques versions utilisant un socket LGA 771.

## Processeurs de la familleCore65nm
La famille Intel Core Architecture 65 nm est la première réalisation, en 65 nm, de l'architecture Core.

### Conroe
Conroe est le nom de code des Core 2 Duo pour ordinateurs de bureau, succédant ainsi au Pentium D. Son annonce officielle fut fixée au 23 juillet 2006, avant d'être repoussée au 27 juillet 2006 de manière à permettre la commercialisation des Pentium D d'entrée de gamme. Les quatre modèles commercialisés correspondaient à la série E6x00 (E6300 à E6700). Ils entraient en concurrence directe avec certains modèles de Pentium D qu'ils remplacèrent à terme, ce qui engendra une forte baisse des tarifs de ces derniers.
La première évolution de la gamme concerna les E6300 et E6400. Produits à partir de dies de 111 à 143 mm2 comprenant 167 à 291 millions de transistors (selon la taille de la mémoire cache L2 disponible), ces processeurs de la révision B2 se distinguaient, en effet, par un cache L2 de 4 Mio, mais dont seulement 2 Mio étaient activés (révision B2), ce qui permettait à Intel de placer à la vente des produits ayant initialement échoué aux tests de qualité pendant le processus de production. Intel décida de les remplacer par les E6320 et E6420 qui bénéficiaient, comme les modèles plus haut de gamme, d'un cache L2 de 4 Mio entièrement fonctionnel. Les modèles avec 2 Mio de cache L2 en natif virent toutefois bien le jour,, grâce à la révision L2,,. Ils permirent à Intel de réduire le coût de fabrication de ces processeurs d'environ 20 %, afin de tenir le coup face à la forte concurrence du constructeur AMD sur ce secteur de marché. Cette nouvelle gamme, E4xxx, produite à partir de dies de 111 mm2 comprenant 167 millions de transistors, fut officieusement dénommée Allendale.
L'apport de la révision G0 fut la principale évolution des Conroe. Apportant une diminution de la consommation des processeurs à leur état de repos (Idle), elle s'accompagna en outre d'une montée en fréquence du FSB, qui passa de 266 MHz (1 066 MHz Quad Pumped) à 333 MHz (1 333 MHz Quad Pumped). Cette nouvelle évolution s'illustra par l'arrivée de nouveaux modèles, portant les numérotations E6x50 et E6x40, intégrant eux aussi 291 millions de transistors sur un die de 143 mm2.
Intel déclina également son Conroe en une gamme « Conroe-CL », conçue sur un die de 111 mm2 intégrant 167 millions de transistors, utilisant un socket LGA 771, des fréquences relativement faibles, et étant essentiellement destinée à une utilisation par des serveurs ou des stations de travail. Fin 2007, un modèle E6390 était prévu; il devait être similaire au E6400, tout en étant dépourvu des technologies de virtualisation et d'administration à distance, mais fut finalement annulé,.
En 2006, Intel continua de décliner son offre vers l'entrée de gamme, avec le Conroe-L. Prévu pour 2007, il s'agissait initialement d'un modèle simple cœur (Core 2 Solo) et ne possédant que 1 Mio de cache L2, avec un FSB à 800 MT/s. Recevant le nom officieux de Millville, il ne fut finalement utilisé qu'au sein de la famille Celeron.
| Modèle                                   | Nb. cœurs | Fréquence | Cache      | Cache | Mult. | Tension       | Révision, | TDP  | FSB        | Socket  | Références      | Commercialisation | Commercialisation |
| Modèle                                   | Nb. cœurs | Fréquence | L1         | L2    | Mult. | Tension       | Révision, | TDP  | FSB        | Socket  | Références      | Début             | Fin               |
| ---------------------------------------- | --------- | --------- | ---------- | ----- | ----- | ------------- | --------- | ---- | ---------- | ------- | --------------- | ----------------- | ----------------- |
| Core 2 Duo - série E4x00 (« Allendale ») |           |           |            |       |       |               |           |      |            |         |                 |                   |                   |
| E4300                                    | 2         | 1,80 GHz  | 2 × 64 Kio | 2 Mio | ×9    | 0,85 à 1,50 V | L2 M0     | 65 W | 800 MT/s   | LGA 775 | HH80557PG0332M  | 21 janvier 2007   |                   |
| E4400                                    | 2         | 2,00 GHz  | 2 × 64 Kio | 2 Mio | ×10   | 0,85 à 1,50 V | L2 M0     | 65 W | 800 MT/s   | LGA 775 | HH80557PG0412M  | 22 avril 2007     |                   |
| E4500                                    | 2         | 2,20 GHz  | 2 × 64 Kio | 2 Mio | ×11   | 0,85 à 1,50 V | M0        | 65 W | 800 MT/s   | LGA 775 | HH80557PG0492M  | 22 juillet 2007   |                   |
| E4600                                    | 2         | 2,40 GHz  | 2 × 64 Kio | 2 Mio | ×12   | 0,85 à 1,5 V  | M0        | 65 W | 800 MT/s   | LGA 775 | HH80557PG0562M  | 21 octobre 2007   | 9 janvier 2009    |
| E4700,                                   | 2         | 2,60 GHz  | 2 × 64 Kio | 2 Mio | ×13   | 0,85 à 1,5 V  | G0        | 65 W | 800 MT/s   | LGA 775 | HH80557PG0642M  | 28 mars 2008      |                   |
| Core 2 Duo - série E6xx0 (« Conroe »)    |           |           |            |       |       |               |           |      |            |         |                 |                   |                   |
| E6300                                    | 2         | 1,86 GHz  | 2 × 64 Kio | 2 Mio | ×7    | 0,85 à 1,50 V | B2 L2     | 65 W | 1 066 MT/s | LGA 775 | HH80557PH0362M  | 27 juillet 2006   | 4e trim. 2007     |
| E6320                                    | 2         | 1,86 GHz  | 2 × 64 Kio | 4 Mio | ×7    | 0,85 à 1,50 V | B2        | 65 W | 1 066 MT/s | LGA 775 | HH80557PH0364M  | 22 avril 2007     | 4e trim. 2007     |
| E6390                                    | 2         | 2,13 GHz  | 2 × 64 Kio | 2 Mio | ×8    | 0,85 à 1,50 V |           | 65 W | 1 066 MT/s | LGA 775 |                 | non commercialisé | non commercialisé |
| E6400                                    | 2         | 2,13 GHz  | 2 × 64 Kio | 2 Mio | ×8    | 0,85 à 1,50 V | B2 L2 M0  | 65 W | 1 066 MT/s | LGA 775 | HH80557PH0462M  | 27 juillet 2006   |                   |
| E6420                                    | 2         | 2,13 GHz  | 2 × 64 Kio | 4 Mio | ×8    | 0,85 à 1,50 V | B2        | 65 W | 1 066 MT/s | LGA 775 | HH80557PH0464M  | 22 avril 2007     | 4e trim. 2007     |
| E6540                                    | 2         | 2,33 GHz  | 2 × 64 Kio | 4 Mio | ×7    | 0,85 à 1,50 V | G0        | 65 W | 1 333 MT/s | LGA 775 | HH80557PJ0534M  | 22 juillet 2007   | 9 janvier 2009    |
| E6550,                                   | 2         | 2,33 GHz  | 2 × 64 Kio | 4 Mio | ×7    | 0,85 à 1,50 V | G0        | 65 W | 1 333 MT/s | LGA 775 | HH80557PJ0534MG | 16 juillet 2007   | 2009              |
| E6600                                    | 2         | 2,40 GHz  | 2 × 64 Kio | 4 Mio | ×9    | 0,85 à 1,50 V | B2        | 65 W | 1 066 MT/s | LGA 775 | HH80557PH0564M  | 27 juillet 2006   | 4e trim. 2007     |
| E6700                                    | 2         | 2,66 GHz  | 2 × 64 Kio | 4 Mio | ×10   | 0,85 à 1,50 V | B2        | 65 W | 1 066 MT/s | LGA 775 | HH80557PH0674M  | 27 juillet 2006   | 4e trim. 2007     |
| E6750,                                   | 2         | 2,66 GHz  | 2 × 64 Kio | 4 Mio | ×8    | 0,85 à 1,50 V | G0        | 65 W | 1 333 MT/s | LGA 775 | HH80557PJ0674MG | 16 juillet 2007   | 9 janvier 2009    |
| E6850,                                   | 2         | 3,00 GHz  | 2 × 64 Kio | 4 Mio | ×9    | 0,85 à 1,50 V | G0        | 65 W | 1 333 MT/s | LGA 775 | HH80557PJ0804MG | 16 juillet 2007   | 9 janvier 2009    |
| Core 2 Duo - série E6x05 (« Conroe-CL ») |           |           |            |       |       |               |           |      |            |         |                 |                   |                   |
| E6305                                    | 2         | 1,86 GHz  | 2 × 64 Kio | 2 Mio | ×7    |               | G0        | 65 W | 1 066 MT/s | LGA 771 | HH80557KH036F   |                   |                   |
| E6405                                    | 2         | 2,13 GHz  | 2 × 64 Kio | 2 Mio | ×8    |               | G0        | 65 W | 1 066 MT/s | LGA 771 | HH80557KH046F   |                   |                   |

Notes :
1. ↑  Les révisions M0 et G0 sont optimisées pour réduire la consommation des processeurs au repos (Idle) de 12 à 8 W.
2. ↑  La révision L2 est optimisée pour réduire la consommation des processeurs au repos (Idle) de 22 à 12 W[15].
3. ↑  Le modèle E4700 utilise la révision G0, ce qui en fait un membre de la famille Conroe.
4. 1 2 3  De la série E6000, seuls les processeurs E6x50 (FSB à 1 333 MT/s) utilisent la technologie Trusted Execution Technology (en) (TXT).[31]

### Kentsfield
Le Kentsfield fut la première déclinaison grand public d'un quadruple cœur, devançant par là même AMD. Toutefois, au lieu de poursuivre la déclinaison en natif — avec quatre cœurs sur un même die —, Intel préféra disposer dans le boîtier deux dies de deux cœurs de type Conroe — pour un total de 2 × 143 mm2 et 582 millions de transistors —, d'où une configuration de type « 2+2 », ce qui avait aussi pour effet de partager le cache L2 entre les processeurs dual core et non de le dédier à chaque cœur,. Le processeur fut dévoilé officiellement par Paul Otellini lors de l'Intel Developer Forum de San Francisco le 27 septembre 2006. À son lancement, le Q6600 était annoncé à environ 851 $. Seuls deux modèles furent commercialisés. Ils furent rejoints par la suite par des déclinaisons Core 2 Extreme. Pour pallier le prix relativement élevé de ses processeurs, Intel avait l'intention de proposer le Q6400 (2,13 GHz) à moins de 200 €, mais la baisse des prix de juillet 2007 des autres modèles de la gamme conduisit Intel à l'annuler. Face à son offre, Intel ne fut jamais vraiment inquiété par AMD, dont la solution 4x4 ne fut jamais commercialisée.
| Modèle                                     | Nb. cœurs | Fréquence | Cache      | Cache     | Mult. | Tension      | Révision | TDP   | FSB        | Socket  | Références      | Commercialisation | Commercialisation |
| Modèle                                     | Nb. cœurs | Fréquence | L1         | L2        | Mult. | Tension      | Révision | TDP   | FSB        | Socket  | Références      | Début             | Fin               |
| ------------------------------------------ | --------- | --------- | ---------- | --------- | ----- | ------------ | -------- | ----- | ---------- | ------- | --------------- | ----------------- | ----------------- |
| Core 2 Quad - série Q6x00 (« Kentsfield ») |           |           |            |           |       |              |          |       |            |         |                 |                   |                   |
| Q6400                                      | 4         | 2,13 GHz  | 4 × 64 Kio | 2 × 4 Mio | ×8    | 0,85 à 1,5 V | G0       | 105 W | 1 066 MT/s | LGA 775 | HH80562PH0468M  | non commercialisé | non commercialisé |
| Q6600                                      | 4         | 2,40 GHz  | 4 × 64 Kio | 2 × 4 Mio | ×9    | 0,85 à 1,5 V | B3 G0    | 105 W | 1 066 MT/s | LGA 775 | HH80562PH0568M  | 8 janvier 2007    | 9 janvier 2009    |
| Q6700                                      | 4         | 2,66 GHz  | 4 × 64 Kio | 2 × 4 Mio | ×10   | 0,85 à 1,5 V | G0       | 105 W | 1 066 MT/s | LGA 775 | HH80562PH0678MK | 16 juillet 2007   |                   |

### Merom
Les Merom utilisaient principalement le Socket M, mais Intel lança plus récemment un nouveau socket pour les processeurs mobiles, le Socket P. Les processeurs mobiles étaient sélectionnés à la sortie de l'usine suivant un critère de qualité. Plus le processeur était de bonne qualité, plus il arriverait à tenir une fréquence stable avec une tension plus faible. De ce fait les Merom, à fréquence identique aux Conroe, consommeraient moins d'énergie et dissiperaient moins de chaleur, ce qui améliorerait l'autonomie des ordinateurs portables.
Ils pouvaient également trouver leur place dans un ordinateur de bureau, dans le cadre d'une configuration silencieuse, un simple radiateur permettant de suffisamment refroidir ce processeur, du fait de sa faible dissipation thermique (ce fut par exemple le cas pour l'iMac d'Apple). Ils pouvaient également être utilisés sur une carte mère pour processeur Core Solo ou Core Duo, mais pas sur une carte mère pour Pentium M. Bien que ces processeurs aient le même nombre de broches sur leur face ventrale, la disposition de ces dernières était différente ce qui les rendait non compatibles au niveau des connexions.
Merom (« מרום ») est le mot en hébreu désignant un plan d'existence supérieur ou un niveau de paradis. « BaMerom » (« במרום ») signifie « dans les cieux ». Le nom fut choisi par l'équipe Intel de Haïfa, en Israël, qui avait conçu ce processeur. Le Merom fut le premier processeur mobile Intel à disposer du jeu d'instructions x86-64 (Intel 64). Les références de type « LFxxx » caractérisent les modèles disponibles à la vente au détail, à la différence des modèles destinés aux intégrateurs (OEM), portant des références de type « LExxx » et étant essentiellement soudés sur des sockets de type BGA. Les versions à faible et très faible voltage furent également lancées le 9 mai 2007.

#### Core 2Solo
Le Merom-L était basé sur la même architecture que le Conroe-L, mais était utilisé sur les systèmes mobiles Socket M et Socket P, sous les noms de Celeron 5xx et Core 2 Solo U2xxx, dont certains utilisaient également les puces Merom et Merom-2M standard avec un cœur désactivé, alors que le « vrai » Merom-L ne possédait que 1 Mio de mémoire cache L2 et un seul cœur.
Les premiers Core 2 Solo furent lancés le 2 septembre 2007, avec les modèles U2100 et U2200, produits sur un die de 81 mm2 et cadencés respectivement à 1,06 et 1,2 GHz. Ils utilisaient tous-deux un FSB à 533 MT/s et faisaient partie de la famille ULV d'Intel (de l'anglais : « ultra-low-voltage »), qui fonctionnait à seulement 5 W de puissance. Comme les autres processeurs de la famille Core 2, ils étaient compatibles avec l'architecture 64 bits. Ils furent commercialisés avec une compatibilité vers la plateforme Napa, mais pas la plus récente Santa Rosa, en raison d'inquiétudes liées à leur consommation.
| Modèle                                                            | Nb. cœurs | Fréquence | Cache  | Cache | Mult. | Tension       | Révision | TDP   | FSB      | Socket   | Références     | Commercialisation | Commercialisation |
| Modèle                                                            | Nb. cœurs | Fréquence | L1     | L2    | Mult. | Tension       | Révision | TDP   | FSB      | Socket   | Références     | Début             | Fin               |
| ----------------------------------------------------------------- | --------- | --------- | ------ | ----- | ----- | ------------- | -------- | ----- | -------- | -------- | -------------- | ----------------- | ----------------- |
| Core 2 Solo - série U2x00 - Ultra-Low Voltage (ULV) (« Merom-L ») |           |           |        |       |       |               |          |       |          |          |                |                   |                   |
| U2100                                                             | 1         | 1,06 GHz  | 64 Kio | 1 Mio | ×8    | 0,80 à 1,00 V | A1       | 5,5 W | 533 MT/s | Socket M | LE80537UE0041M | 2 décembre 2007   | mars 2009         |
| U2200                                                             | 1         | 1,20 GHz  | 64 Kio | 1 Mio | ×9    | 0,80 à 1,00 V | A1       | 5,5 W | 533 MT/s | Socket M | LE80537UE0091M | 2 décembre 2007   | mars 2009         |

#### Core 2Duo
La première génération du Merom, également première version mobile du Core 2, fut officiellement commercialisée le 27 juillet 2006, mais elle commença doucement à être livrée aux fabricants de PC dès la mi-juillet, en parallèle aux Conroe,. Le Merom devint la ligne principale de processeurs mobiles Intel, avec globalement les mêmes caractéristiques que le Conroe, mais avec une attention particulière portée sur la réduction des consommations, afin d'améliorer l'autonomie des ordinateurs portables de petite taille. Le Core 2 Duo à architecture Merom possédait des performances légèrement meilleures lorsqu'il était associé à des tâches d'encodage média ou de rendu 3D, tout en maintenant une autonomie de batterie identique à celle procurée par les Core Duo d'architecture Yonah.

##### PlateformeNapaRefresh
La première version du Merom utilisait principalement le socket M est directement compatible avec la plateforme Napa du Core Duo, ne nécessitant qu'une mise-à-jour du BIOS de la carte mère dans le pire des cas. Il possédait une enveloppe thermique (TDP) similaire de 34 W et le même FSB à 667 MT/s. Le die du Merom, d'une surface de 243 mm2 et intégrant 291 millions de transistors, contenait 4 Mio de mémoire cache L2, dont la moitié était désactivée sur les processeurs de la série T5xx0. Une version recevant nativement 2 Mio de cache L2, désignée Merom-2M et produite sur un die de 111 mm2, fut lancée début 2007 en contrepartie de la production des processeurs Allendale. L'architecture Merom-2M utilisait les révisions L2 et M0, et les versions à très faible voltage ULV des Core 2 Duo utilisaient également cette architecture. Certains processeurs des séries T5xxx et T7xxx furent produits à la fois à partir de dies de Merom et de Merom-2M, et ne peuvent être distingués que par leur numéro de révision (stepping).
| Modèle                                                            | Nb. cœurs | Fréquence | Cache      | Cache | Mult. | Tension          | Révision | TDP  | FSB      | Socket             | Références      | Commercialisation | Commercialisation |
| Modèle                                                            | Nb. cœurs | Fréquence | L1         | L2    | Mult. | Tension          | Révision | TDP  | FSB      | Socket             | Références      | Début             | Fin               |
| ----------------------------------------------------------------- | --------- | --------- | ---------- | ----- | ----- | ---------------- | -------- | ---- | -------- | ------------------ | --------------- | ----------------- | ----------------- |
| Core 2 Duo - série U7xxx - Ultra-Low Voltage (ULV) (« Merom-2M ») |           |           |            |       |       |                  |          |      |          |                    |                 |                   |                   |
| U7500                                                             | 2         | 1,06 GHz  | 2 × 64 Kio | 2 Mio | ×8    | 0,80 à 0,975 V   | L2 M0    | 10 W | 533 MT/s | µFCBGA6 (socket M) | LE80537UE0042M  | avril 2007        |                   |
| U7600                                                             | 2         | 1,20 GHz  | 2 × 64 Kio | 2 Mio | ×9    | 0,80 à 0,975 V   | L2 M0    | 10 W | 533 MT/s | µFCBGA6 (socket M) | LE80537UE0092M  | avril 2007        | 19 juin 2009      |
| U7700                                                             | 2         | 1,33 GHz  | 2 × 64 Kio | 2 Mio | ×10   | 0,80 à 0,975 V   | L2 M0    | 10 W | 533 MT/s | µFCBGA6 (socket M) | LE80537UE0142M  | décembre 2007     | 19 juin 2009      |
| Core 2 Duo - série L7xxx - Low Voltage (LV) (« Merom »)           |           |           |            |       |       |                  |          |      |          |                    |                 |                   |                   |
| L7200                                                             | 2         | 1,33 GHz  | 2 × 64 Kio | 4 Mio | ×8    | 0,9 à 1,1 V      | B2       | 17 W | 667 MT/s | FCBGA6 (socket M)  | LE80537LF0144M  | 1er trim. 2007    |                   |
| L7400                                                             | 2         | 1,50 GHz  | 2 × 64 Kio | 4 Mio | ×9    | 0,9 à 1,1 V      | B2 G2    | 17 W | 667 MT/s | FCBGA6 (socket M)  | LE80537LF0214M  | 1er trim. 2007    |                   |
| Core 2 Duo - série T5xxx (« Merom »)                              |           |           |            |       |       |                  |          |      |          |                    |                 |                   |                   |
| T5200                                                             | 2         | 1,60 GHz  | 2 × 64 Kio | 2 Mio | ×12   | 1,075 à 1,175 V  | B2       | 34 W | 533 MT/s | Socket M           | LF80537GE0252M  | octobre 2006      |                   |
| T5300                                                             | 2         | 1,73 GHz  | 2 × 64 Kio | 2 Mio | ×13   | 1,075 à 1,250 V  | L2       | 34 W | 533 MT/s | Socket M           | LF80537GE0302M  | 1er trim. 2007    |                   |
| T5500                                                             | 2         | 1,66 GHz  | 2 × 64 Kio | 2 Mio | ×10   | 1,0375 à 1,300 V | B2 G2 L2 | 34 W | 667 MT/s | Socket M           | LF80537GF0282M  | 28 août 2006      | mai 2008          |
| T5500                                                             | 2         | 1,66 GHz  | 2 × 64 Kio | 2 Mio | ×10   | 1,0375 à 1,300 V | B2 L2    | 34 W | 667 MT/s | µFCBGA479          | LE80537GF0282M  | 28 août 2006      | mai 2008          |
| T5600                                                             | 2         | 1,83 GHz  | 2 × 64 Kio | 2 Mio | ×11   | 1,0375 à 1,300 V | B2 L2    | 34 W | 667 MT/s | Socket M           | LF80537GF0342M  | 28 août 2006      | mai 2008          |
| T5600                                                             | 2         | 1,83 GHz  | 2 × 64 Kio | 2 Mio | ×11   | 1,0375 à 1,300 V | B2 L2    | 34 W | 667 MT/s | µFCBGA479          | LE80537GF0342M  | 28 août 2006      | mai 2008          |
| Core 2 Duo - série T7xxx (« Merom »)                              |           |           |            |       |       |                  |          |      |          |                    |                 |                   |                   |
| T7200                                                             | 2         | 2,00 GHz  | 2 × 64 Kio | 4 Mio | ×12   | 1,0375 à 1,300 V | B2       | 34 W | 667 MT/s | Socket M           | LF80537GF0414M  | août 2006         |                   |
| T7200                                                             | 2         | 2,00 GHz  | 2 × 64 Kio | 4 Mio | ×12   | 1,0375 à 1,300 V | B2       | 34 W | 667 MT/s | FCBGA6             | LE80537GF0414M  | août 2006         |                   |
| T7400                                                             | 2         | 2,160 GHz | 2 × 64 Kio | 4 Mio | ×13   | 1,1625 à 1,300 V | B2 G2    | 34 W | 667 MT/s | Socket M           | LF80537GF0484M  | août 2006         |                   |
| T7400                                                             | 2         | 2,16 GHz  | 2 × 64 Kio | 4 Mio | ×13   | 1,1625 à 1,300 V | B2 G2    | 34 W | 667 MT/s | FCBGA6             | LE80537GF0484M  | août 2006         |                   |
| T7600                                                             | 2         | 2,33 GHz  | 2 × 64 Kio | 4 Mio | ×14   | 1,0375 à 1,300 V | B2       | 34 W | 667 MT/s | Socket M           | LF80537GF0534M  | août 2006         |                   |
| T7600                                                             | 2         | 2,33 GHz  | 2 × 64 Kio | 4 Mio | ×14   | 1,0375 à 1,300 V | B2       | 34 W | 667 MT/s | FCBGA6             | LE80537GF0534M  | août 2006         |                   |
| T7600G,                                                           | 2         | 2,33 GHz  | 2 × 64 Kio | 4 Mio | ×14   | 1,0375 à 1,300 V | B2       | 34 W | 667 MT/s | Socket M           | LF80537GF0534MU | décembre 2006     |                   |

Notes :
1. ↑  Il s'agit d'un T7600 au multiplicateur débloqué[67], qui s'est vendu dans des portables destinés aux joueurs, tels le Dell XPS M1710. Son successeur est le X7800.

##### PlateformeSanta Rosa
Lancée le 9 mai 2007, la seconde génération de Merom inaugura la nouvelle plate-forme Centrino Santa Rosa. Elle se distinguait par l'adoption du nouveau socket P. Son principal atout était l'emploi d'un bus (FSB) plus rapide, à 800 MT/s, tout en conservant une enveloppe thermique identique.
| Modèle                                                            | Nb. cœurs | Fréquence | Cache      | Cache | Mult. | Tension          | Révision | TDP  | FSB      | Socket             | Références      | Commercialisation | Commercialisation |
| Modèle                                                            | Nb. cœurs | Fréquence | L1         | L2    | Mult. | Tension          | Révision | TDP  | FSB      | Socket             | Références      | Début             | Fin               |
| ----------------------------------------------------------------- | --------- | --------- | ---------- | ----- | ----- | ---------------- | -------- | ---- | -------- | ------------------ | --------------- | ----------------- | ----------------- |
| Core 2 Duo - série U7xxx - Ultra-Low Voltage (ULV) (« Merom-2M ») |           |           |            |       |       |                  |          |      |          |                    |                 |                   |                   |
| U7500                                                             | 2         | 1,06 GHz  | 2 × 64 Kio | 2 Mio | ×8    | 0,80 à 0,975 V   | M0       | 10 W | 533 MT/s | µFCBGA6 (socket P) | LE80537UE0042ML | février 2008      |                   |
| U7600                                                             | 2         | 1,20 GHz  | 2 × 64 Kio | 2 Mio | ×9    | 0,80 à 0,975 V   | M0       | 10 W | 533 MT/s | µFCBGA6 (socket P) | LE80537UE0092ML | avril 2007        | 19 juin 2009      |
| U7700                                                             | 2         | 1,33 GHz  | 2 × 64 Kio | 2 Mio | ×10   | 0,80 à 0,975 V   | M0       | 10 W | 533 MT/s | µFCBGA6 (socket P) | LE80537UE0142ML | février 2008      | 19 juin 2009      |
| Core 2 Duo - série L7xxx - Low Voltage (LV) (« Merom »)           |           |           |            |       |       |                  |          |      |          |                    |                 |                   |                   |
| L7300                                                             | 2         | 1,40 GHz  | 2 × 64 Kio | 4 Mio | ×7    | 0,975 à 1,062 V  | E1       | 17 W | 800 MT/s | FCBGA6 (socket P)  | LE80537LG0174M  | mai 2007          |                   |
| L7500                                                             | 2         | 1,60 GHz  | 2 × 64 Kio | 4 Mio | ×8    | 0,975 à 1,062 V  | E1 G0    | 17 W | 800 MT/s | FCBGA6 (socket P)  | LE80537LG0254M  | mai 2007          |                   |
| L7700                                                             | 2         | 1,80 GHz  | 2 × 64 Kio | 4 Mio | ×9    | 0,90 à 1,20 V    | G0       | 17 W | 800 MT/s | FCBGA6 (socket P)  | LE80537LG0334M  | septembre 2007    |                   |
| L7800                                                             | 2         | 2,00 GHz  | 2 × 64 Kio | 4 Mio | ×10   | 0,90 à 1,20 V    |          | 17 W | 800 MT/s | FCBGA6 (socket P)  |                 |                   |                   |
| Core 2 Duo - série T5xxx (« Merom »)                              |           |           |            |       |       |                  |          |      |          |                    |                 |                   |                   |
| T5250                                                             | 2         | 1,50 GHz  | 2 × 64 Kio | 2 Mio | ×9    | 1,075 à 1,250 V  | M0       | 35 W | 667 MT/s | Socket P           | LF80537GF0212M  | 2e trim. 2007     |                   |
| T5270                                                             | 2         | 1,40 GHz  | 2 × 64 Kio | 2 Mio | ×7    | 1,075 à 1,250 V  | M0       | 35 W | 800 MT/s | Socket P           | LF80537GG0172M  | octobre 2007      |                   |
| T5450                                                             | 2         | 1,66 GHz  | 2 × 64 Kio | 2 Mio | ×10   | 1,075 à 1,250 V  | M0       | 35 W | 667 MT/s | Socket P           | LF80537GF0282MT | 2e trim. 2007     |                   |
| T5470                                                             | 2         | 1,60 GHz  | 2 × 64 Kio | 2 Mio | ×8    | 1,075 à 1,250 V  | M0       | 35 W | 800 MT/s | Socket P           | LF80537GG0252M  | juillet 2007      |                   |
| T5550                                                             | 2         | 1,83 GHz  | 2 × 64 Kio | 2 Mio | ×11   | 1,075 à 1,250 V  | M0       | 35 W | 667 MT/s | Socket P           | LF80537GF0342MT | 28 août 2006      | mai 2008          |
| T5670                                                             | 2         | 1,80 GHz  | 2 × 64 Kio | 2 Mio | ×9    | 1,0375 à 1,300 V | M0       | 35 W | 800 MT/s | Socket P           | LF80537GG0332MN | 2e trim. 2008     |                   |
| T5750                                                             | 2         | 2,00 GHz  | 2 × 64 Kio | 2 Mio | ×12   | 1,075 à 1,175 V  | M0       | 35 W | 667 MT/s | Socket P           | LF80537GF0412M  | janvier 2008      |                   |
| T5800                                                             | 2         | 2,00 GHz  | 2 × 64 Kio | 2 Mio | ×10   | 1,075 à 1,175 V  | M0       | 35 W | 800 MT/s | Socket P           | LF80537GG041F   | 2e trim. 2008     |                   |
| T5850                                                             | 2         | 2,16 GHz  | 2 × 64 Kio | 2 Mio | ×13   | 1,075 à 1,175 V  | M0       | 35 W | 667 MT/s | Socket P           | LF80537GF0482M  | 2e trim. 2008     |                   |
| T5870                                                             | 2         | 2,00 GHz  | 2 × 64 Kio | 2 Mio | ×10   | 1,075 à 1,175 V  | M0       | 35 W | 800 MT/s | Socket P           | LF80537GG0412MN | 2008              |                   |
| T5900                                                             | 2         | 2,20 GHz  | 2 × 64 Kio | 2 Mio | ×11   | 1,075 à 1,175 V  | M0       | 35 W | 800 MT/s | Socket P           | LF80537GG049F   | juillet 2008      |                   |
| Core 2 Duo - série T7xxx (« Merom »)                              |           |           |            |       |       |                  |          |      |          |                    |                 |                   |                   |
| T7100                                                             | 2         | 1,80 GHz  | 2 × 64 Kio | 2 Mio | ×9    | 1,075 à 1,175 V  | M0       | 35 W | 800 MT/s | Socket P           | LF80537GG0332M  | mai 2007          |                   |
| T7100                                                             | 2         | 1,80 GHz  | 2 × 64 Kio | 2 Mio | ×9    | 1,075 à 1,175 V  | M1       | 35 W | 800 MT/s | FCBGA6             | LE80537GG0332M  | mai 2007          |                   |
| T7250,                                                            | 2         | 2,00 GHz  | 2 × 64 Kio | 2 Mio | ×10   | 1,075 à 1,175 V  | M0       | 35 W | 800 MT/s | Socket P           | LF80537GG0412M  | septembre 2007    | mars 2009         |
| T7250,                                                            | 2         | 2,00 GHz  | 2 × 64 Kio | 2 Mio | ×10   | 1,075 à 1,175 V  | M1       | 35 W | 800 MT/s | FCBGA6             | LE80537GG0412M  | septembre 2007    | mars 2009         |
| T7300                                                             | 2         | 2,00 GHz  | 2 × 64 Kio | 4 Mio | ×10   | 1,075 à 1,175 V  | E1 G0    | 35 W | 800 MT/s | Socket P           | LF80537GG0414M  | mai 2007          |                   |
| T7300                                                             | 2         | 2,00 GHz  | 2 × 64 Kio | 4 Mio | ×10   | 1,075 à 1,175 V  | E1 G0    | 35 W | 800 MT/s | FCBGA6             | LE80537GG0414M  | mai 2007          |                   |
| T7500,                                                            | 2         | 2,20 GHz  | 2 × 64 Kio | 4 Mio | ×11   | 1,075 à 1,250 V  | E1 G0    | 35 W | 800 MT/s | Socket P           | LF80537GG0494M  | mai 2007          |                   |
| T7500,                                                            | 2         | 2,20 GHz  | 2 × 64 Kio | 4 Mio | ×11   | 1,075 à 1,250 V  | E1 G0    | 35 W | 800 MT/s | FCBGA6             | LE80537GG0494M  | mai 2007          |                   |
| T7700,                                                            | 2         | 2,40 GHz  | 2 × 64 Kio | 4 Mio | ×12   | 1,075 à 1,250 V  | E1 G0    | 35 W | 800 MT/s | Socket P           | LF80537GG0564M  | mai 2007          |                   |
| T7700,                                                            | 2         | 2,40 GHz  | 2 × 64 Kio | 4 Mio | ×12   | 1,075 à 1,250 V  | E1 G0    | 35 W | 800 MT/s | FCBGA6             | LE80537GG0564M  | mai 2007          |                   |
| T7800                                                             | 2         | 2,60 GHz  | 2 × 64 Kio | 4 Mio | ×13   | 1,075 à 1,250 V  | G0       | 35 W | 800 MT/s | Socket P           | LF80537GG0644ML | mai 2007          |                   |
| T7800                                                             | 2         | 2,60 GHz  | 2 × 64 Kio | 4 Mio | ×13   | 1,075 à 1,250 V  | G0       | 35 W | 800 MT/s | FCBGA6             | LE80537GG0644M  | mai 2007          |                   |

Notes :
1. 1 2  Le modèle T7250 se distingue du T7300 par l'absence de la Dynamic Acceleration.
2. 1 2 3 4  Les modèles T7500, T7700 et L7500 ont bénéficié d'une évolution de leur stepping (E1 vers G0) qui facilite une meilleure montée en fréquence[91].

## Processeurs de la familleCore45nm
La famille Intel Core Architecture 45 nm, ou Enhanced Intel Core Architecture, ou « Penryn », était un die shrink de la microarchitecture Core en 45 nm, auquel s'ajoutèrent quelques évolutions, parmi lesquelles de nouvelles instructions SSE4, désignées plus précisément « SSE 4.1 ».
L'amélioration de la finesse de la gravure permit une baisse du dégagement thermique à fréquence identique et donc la commercialisation de modèles à fréquence de fonctionnement plus élevée.

### Wolfdale

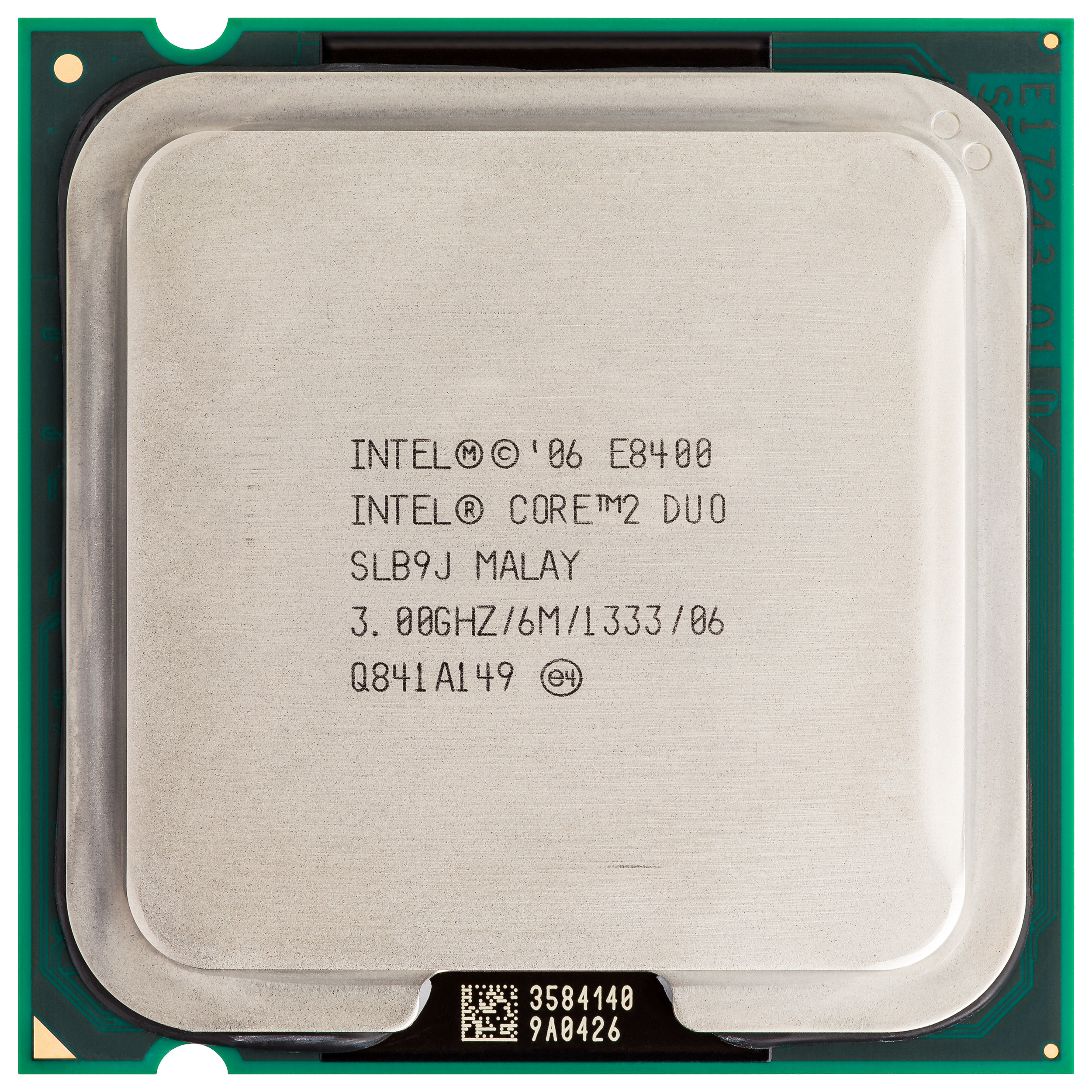
Processeur Wolfdale Core 2 Duo E8400 vu du dessus.

Le Wolfdale était le successeur du Conroe. Trois modèles furent lancés le 21 janvier 2008 : les E8200, E8400 et E8500, avec des tarifs compris entre 160 et 250 euros. Produits sur des dies de 107 mm2 et contenant 410 millions de transistors, ces processeurs embarquaient 6 Mio de mémoire cache L2, employaient un FSB cadencé à 1 333 MT/s, et opéraient dans des fréquences s'étalant de 2,53 à 3,33 GHz, voire 3,5 GHz pour le modèle E8700, finalement non produit. Malheureusement, l'attrait que suscitèrent ces nouveaux processeurs dès leur annonce, associé à un faible niveau des stocks, entraîna très vite une pénurie, qui persista pendant près de deux mois.
Au cours du mois d'avril 2008, Intel étoffa son offre de milieu de gamme avec l'apparition de la gamme E7x00, qui vint remplacer les E4x00 Allendale de la précédente génération. Produits sur des dies de 82 mm2 et contenant 230 millions de transistors, ces microprocesseurs, également désignés « Wolfdale-3M », se distinguaient des processeurs de la série E8x00 par une mémoire cache L2 réduite de moitié et une fréquence de bus (FSB) plus faible (1 066 MT/s).
| Modèle                                     | Nb. cœurs | Fréquence | Cache      | Cache | Mult. | Tension         | Révision   | TDP  | FSB        | Socket             | Références                                  | Commercialisation | Commercialisation |
| Modèle                                     | Nb. cœurs | Fréquence | L1         | L2    | Mult. | Tension         | Révision   | TDP  | FSB        | Socket             | Références                                  | Début             | Fin               |
| ------------------------------------------ | --------- | --------- | ---------- | ----- | ----- | --------------- | ---------- | ---- | ---------- | ------------------ | ------------------------------------------- | ----------------- | ----------------- |
| Core 2 Duo - série E7xxx (« Wolfdale-3M ») |           |           |            |       |       |                 |            |      |            |                    |                                             |                   |                   |
| E7200                                      | 2         | 2,53 GHz  | 2 × 64 Kio | 3 Mio | ×9,5  | 0,850 à 1,362 V | M0 R0      | 65 W | 1 066 MT/s | LGA 775 (Socket T) | EU80571PH0613M BX80571E7200                 | avril 2008        |                   |
| E7300                                      | 2         | 2,66 GHz  | 2 × 64 Kio | 3 Mio | ×10   | 0,850 à 1,362 V | M0 R0      | 65 W | 1 066 MT/s | LGA 775 (Socket T) | EU80571PH0673M AT80571PH0673M BX80571E7300  | août 2008         |                   |
| E7400                                      | 2         | 2,80 GHz  | 2 × 64 Kio | 3 Mio | ×10,5 | 0,850 à 1,362 V | R0 R0 (VT) | 65 W | 1 066 MT/s | LGA 775 (Socket T) | AT80571PH0723M AT80571PH0723ML BX80571E7400 | octobre 2008      |                   |
| E7500                                      | 2         | 2,93 GHz  | 2 × 64 Kio | 3 Mio | ×11   | 0,850 à 1,362 V | R0 R0 (VT) | 65 W | 1 066 MT/s | LGA 775 (Socket T) | AT80571PH0773M AT80571PH0773ML BX80571E7500 | janvier 2009      |                   |
| E7600                                      | 2         | 3,06 GHz  | 2 × 64 Kio | 3 Mio | ×11,5 | 0,850 à 1,362 V | R0 (VT)    | 65 W | 1 066 MT/s | LGA 775 (Socket T) | AT80571PH0833ML BX80571E7600                | mai 2009          |                   |
| Core 2 Duo - série E8xxx (« Wolfdale »)    |           |           |            |       |       |                 |            |      |            |                    |                                             |                   |                   |
| E8190,                                     | 2         | 2,66 GHz  | 2 × 64 Kio | 6 Mio | ×8    | 0,850 à 1,362 V | C0         | 65 W | 1 333 MT/s | LGA 775 (Socket T) | EU80570PJ0676MN                             | janvier 2008      |                   |
| E8200,                                     | 2         | 2,66 GHz  | 2 × 64 Kio | 6 Mio | ×8    | 0,850 à 1,362 V | C0         | 65 W | 1 333 MT/s | LGA 775 (Socket T) | EU80570PJ0676M BX80570E8200                 | janvier 2008      |                   |
| E8290                                      | 2         | 2,83 GHz  | 2 × 64 Kio | 6 Mio | ×8,   | 0,850 à 1,362 V | ?          | 65 W | 1 333 MT/s | LGA 775 (Socket T) | EU80570PJ0736MN                             | ?                 |                   |
| E8300                                      | 2         | 2,83 GHz  | 2 × 64 Kio | 6 Mio | ×8,5  | 0,850 à 1,362 V | C0         | 65 W | 1 333 MT/s | LGA 775 (Socket T) | EU80570AJ0736M EU80570PJ0736M               | avril 2008        |                   |
| E8400                                      | 2         | 3,00 GHz  | 2 × 64 Kio | 6 Mio | ×9    | 0,850 à 1,362 V | C0 E0      | 65 W | 1 333 MT/s | LGA 775 (Socket T) | EU80570PJ0806M AT80570PJ0806M BX80570E8400  | janvier 2008      |                   |
| E8500                                      | 2         | 3,16 GHz  | 2 × 64 Kio | 6 Mio | ×9,5  | 0,850 à 1,362 V | C0 E0      | 65 W | 1 333 MT/s | LGA 775 (Socket T) | EU80570PJ0876M AT80570PJ0876M BX80570E8500  | janvier 2008      |                   |
| E8600                                      | 2         | 3,33 GHz  | 2 × 64 Kio | 6 Mio | ×10   | 0,850 à 1,362 V | E0         | 65 W | 1 333 MT/s | LGA 775 (Socket T) | AT80570PJ0876M BX80570E8600                 | août 2008         |                   |
| E8700                                      | 2         | 3,50 GHz  | 2 × 64 Kio | 6 Mio | ×10,5 | 0,850 à 1,362 V | E0         | 65 W | 1 333 MT/s | LGA 775 (Socket T) | AT80570PJ1006M(OEM)                         | non commercialisé | non commercialisé |

Notes :
1. 1 2 3  Les modèles dont la référence se termine par « ML » disposent de la technologie de virtualisation VT.
2. 1 2  Les processeurs U8190 et U8200 ne disposent pas de la technologie VT-d.

### Yorkfield
Le Yorkfield correspondait au die shrink du Kentsfield. Il s'agissait d'un processeur quadruple cœur rassemblant deux cœurs Wolfdale sur un même die de 2 × 107 mm2, recevant 820 millions de transistors et équipé d'une mémoire cache L2 de 12 Mio (2 × 6 Mio) partagée entre les deux cœurs. L'évolution de gamme se faisait par paliers de multiplicateur de 0,5, ce qui permit de faire grossir rapidement la gamme. On distingue les modèles Q9x50 des Q9x00 par une mémoire cache L2 plus faible sur ces derniers (seulement 6 Mio, contre 12 Mio pour les Q9x50).
Le catalogue fut complété vers le bas dès le second semestre 2008, avec les modèles Q8x00. Ils permirent à Intel de répondre à l'offensive d'AMD en termes de prix et surtout de concurrencer les Phenoms triple cœurs, alors sans équivalent chez Intel. Initialement présentés sous la référence Q9100, ils furent officiellement commercialisés sous le nom de famille Q8x00,. Leur statut d'entrée de gamme fut de courte durée, car Intel envisageait de sortir la gamme Q7x00. À l'image des Q8x00, ils servaient à concurrencer les Athlon X4 dérivés des Phenom II.
En parallèle à l'arrivée des révisions E0/R0, Intel sortit des dérivés de modèles préexistants : les QXx00S, qui se caractérisaient surtout par une enveloppe thermique (TDP) de 65 W (spécifique à la révision E0/R0). Cette baisse du TDP ne s'accompagna toutefois pas d'une baisse de la tension à l'image d'AMD. Ils ne présentaient pas de différences par rapport à leur alter ego QXx00, en dehors d'une référence en AT80580A contre AT80580P pour les versions « non s », ainsi que de leur sSPEC. Ces modèles étaient en fait destinés aux OEM, qui avaient besoin de la garantie que le processeur était bien un modèle avec un TDP de 65 watts. Cette garantie s'accompagnait en outre d'un prix de vente plus élevé, ce qui les rendait déconseillés pour la commercialisation à destination du grand public. 
| Modèle                                       | Nb. cœurs | Fréquence | Cache      | Cache     | Mult. | Tension        | Révision | TDP  | FSB        | Socket  | Références                      | Commercialisation | Commercialisation |
| Modèle                                       | Nb. cœurs | Fréquence | L1         | L2        | Mult. | Tension        | Révision | TDP  | FSB        | Socket  | Références                      | Début             | Fin               |
| -------------------------------------------- | --------- | --------- | ---------- | --------- | ----- | -------------- | -------- | ---- | ---------- | ------- | ------------------------------- | ----------------- | ----------------- |
| Core 2 Quad - série Q8x00 (« Yorkfield-6M ») |           |           |            |           |       |                |          |      |            |         |                                 |                   |                   |
| Q8200                                        | 4         | 2,33 GHz  | 4 × 64 Kio | 2 × 2 Mio | ×7    | 0,85 à 1,362 V | M1 R0    | 95 W | 1 333 MT/s | LGA 775 | EU80580PJ0534MN AT80580PJ0534MN | 31 août 2008      | 7 mai 2010        |
| Q8200S                                       | 4         | 2,33 GHz  | 4 × 64 Kio | 2 × 2 Mio | ×7    | 0,85 à 1,362 V | R0       | 65 W | 1 333 MT/s | LGA 775 | AT80580AJ0534MN                 | 18 janvier 2009   | 7 mai 2010        |
| Q8300                                        | 4         | 2,50 GHz  | 4 × 64 Kio | 2 × 2 Mio | ×7,5  | 0,85 à 1,362 V | M1 R0    | 95 W | 1 333 MT/s | LGA 775 | EU80580PJ0604MN AT80580PJ0604MN | 30 novembre 2008  |                   |
| Q8400                                        | 4         | 2,66 GHz  | 4 × 64 Kio | 2 × 2 Mio | ×8    | 0,85 à 1,362 V | R0       | 95 W | 1 333 MT/s | LGA 775 | AT80580PJ0674ML                 | 20 avril 2009     |                   |
| Q8400S                                       | 4         | 2,66 GHz  | 4 × 64 Kio | 2 × 2 Mio | ×8    | 0,85 à 1,362 V | R0       | 65 W | 1 333 MT/s | LGA 775 | AT80580AJ0674ML                 | 20 avril 2009     |                   |
| Core 2 Quad - série Q9x00 (« Yorkfield-6M ») |           |           |            |           |       |                |          |      |            |         |                                 |                   |                   |
| Q9300                                        | 4         | 2,50 GHz  | 4 × 64 Kio | 2 × 3 Mio | ×7,5  | 0,85 à 1,362 V | M0 M1    | 95 W | 1 333 MT/s | LGA 775 | EU80580PJ0606M                  | mars 2008         | 24 décembre 2010  |
| Q9400                                        | 4         | 2,66 GHz  | 4 × 64 Kio | 2 × 3 Mio | ×8    | 0,85 à 1,362 V | R0       | 95 W | 1 333 MT/s | LGA775  | AT80580PJ0676M                  | 10 août 2008      | 24 décembre 2010  |
| Q9400S                                       | 4         | 2,66 GHz  | 4 × 64 Kio | 2 × 3 Mio | ×8    | 0,85 à 1,362 V | R0       | 65 W | 1 333 MT/s | LGA 775 | AT80580PJ0676M                  | 18 janvier 2009   | 24 décembre 2010  |
| Q9500                                        | 4         | 2,83 GHz  | 4 × 64 Kio | 2 × 3 Mio | ×8,5  | 0,85 à 1,362 V | R0       | 95 W | 1 333 MT/s | LGA 775 | AT80580PJ0736ML                 | 17 janvier 2010   |                   |
| Core 2 Quad - série Q9x05 (« Yorkfield-6M ») |           |           |            |           |       |                |          |      |            |         |                                 |                   |                   |
| Q9505                                        | 4         | 2,83 GHz  | 4 × 64 Kio | 2 × 3 Mio | ×8,5  | 0,85 à 1,362 V | R0       | 95 W | 1 333 MT/s | LGA 775 | AT80580PJ0736MG                 | 31 août 2009      |                   |
| Q9505S                                       | 4         | 2,83 GHz  | 4 × 64 Kio | 2 × 3 Mio | ×8,5  | 0,85 à 1,362 V | R0       | 65 W | 1 333 MT/s | LGA 775 | AT80580AJ0736MG                 | 31 août 2009      |                   |
| Core 2 Quad - série Q9x50 (« Yorkfield »)    |           |           |            |           |       |                |          |      |            |         |                                 |                   |                   |
| Q9450                                        | 4         | 2,66 GHz  | 4 × 64 Kio | 2 × 6 Mio | ×8    | 0,85 à 1,362 V | C0 C1    | 95 W | 1 333 MT/s | LGA 775 | EU80569PJ067N                   | 7 janvier 2008    | 9 janvier 2009    |
| Q9550                                        | 4         | 2,83 GHz  | 4 × 64 Kio | 2 × 6 Mio | ×8,5  | 0,85 à 1,362 V | C0 C1 E0 | 95 W | 1 333 MT/s | LGA 775 | EU80569PJ073N AT80569PJ073N     | 7 janvier 2008    |                   |
| Q9550S                                       | 4         | 2,83 GHz  | 4 × 64 Kio | 2 × 6 Mio | ×8,5  | 0,85 à 1,362 V | E0       | 65 W | 1 333 MT/s | LGA 775 | AT80569AJ073N                   | 18 janvier 2009   |                   |
| Q9650                                        | 4         | 3,00 GHz  | 4 × 64 Kio | 2 × 6 Mio | ×9    | 0,85 à 1,362 V | E0       | 95 W | 1 333 MT/s | LGA 775 | EU80569PJ080N AT80569PJ080N     | 10 août 2008      |                   |

### Penryn
Pendant son développement, « Penryn » était le nom de code pour le « tic » du cycle « tic-tac » 2007/2008 d'Intel. Conçu avant tout pour les ordinateurs portables, le Penryn était un die shrink à 45 nm du Merom, destiné dans un premier temps à rafraîchir la plate-forme Centrino Santa Rosa avant d'inaugurer la nouvelle plate-forme Montevina, prévue pour le troisième trimestre 2008, bien qu'annoncée initialement pour le second trimestre. 
La gamme utilisait dans les deux cas le socket P et s'articulait autour d'une enveloppe thermique (TDP) relativement basse. Tous ces modèles furent distribués sous plusieurs références de package.
Les composants utilisant l'architecture Penryn existaient en deux versions, « Penryn-3M » et « Penryn », comprenant respectivement 3 ou 6 Mio de mémoire cache de second niveau (L2). Les versions à faible consommation du Penryn étaient désignées Penryn-L et ne comprenaient qu'un seul cœur (Core 2 Solo), tandis que les versions à quatre cœurs (Core 2 Quad), désignées « Penryn-QC », étaient constituées de deux puces doubles-cœurs disposant chacune de 6 Mio de mémoire cache L2.
Les modèles de la série T6xxx étaient des processeurs Penryn-3M avec 1 Mio de mémoire cache L2 désactivée. Les processeurs T6570, T6670, tous les T8xxx et tous les T9xxx disposent de la technologie Intel VT-x (en). Tous les processeurs de la série T9xxx emploient la technologie TXT (en). Les Penryn disposaient d'une surface de die 107 ou 82 mm2, respectivement pour les Penryn et Penryn-3M, et pouvaient tous faire varier leur fréquence de bus (FSB) entre 400 et 800 MT/s.
Le terme « Penryn » est parfois utilisé pour désigner tous les composants gravés en 45 nm disposant de l'architecture Core.

#### PlateformeSanta Rosa(Refresh)
La gamme Penryn sur plateforme Santa Rosa fut relativement réduite, car elle ne servait qu'à rafraîchir l'offre (« refresh ») en attendant l'arrivée de la gamme Montevina. Elle cohabitait avec la gamme précédente, à base de Merom, tout en y ajoutant le premier Core 2 Extreme mobile. Les processeurs étaient tous limités à une fréquence de bus (FSB) de 800 MT/s.
| Modèle                                   | Nb. cœurs | Fréquence | Cache      | Cache | Mult. | Tension    | Révision | TDP  | FSB      | Socket          | Références | Commercialisation | Commercialisation |
| Modèle                                   | Nb. cœurs | Fréquence | L1         | L2    | Mult. | Tension    | Révision | TDP  | FSB      | Socket          | Références | Début             | Fin               |
| ---------------------------------------- | --------- | --------- | ---------- | ----- | ----- | ---------- | -------- | ---- | -------- | --------------- | --- | ----------------- | ----------------- |
| Core 2 Duo - série T6x00 (« Penryn-3M ») |           |           |            |       |       |            |          |      |          |                 | |                   |                   |
| T6400                                    | 2         | 2,0 GHz   | 2 × 64 Kio | 2 Mio | ×10   | 1 à 1,25 V | R0       | 35 W | 800 MT/s | Socket P        | AW80577GG0412MA | janvier 2009      |                   |
| T6500                                    | 2         | 2,1 GHz   | 2 × 64 Kio | 2 Mio | ×10,5 | 1 à 1,25 V | R0       | 35 W | 800 MT/s | Socket P        | AW80577GG0452ML AW80577GG0452MA | janvier 2009      |                   |
| Core 2 Duo - série T8x00 (« Penryn-3M ») |           |           |            |       |       |            |          |      |          |                 | |                   |                   |
| T8100                                    | 2         | 2,1 GHz   | 2 × 64 Kio | 3 Mio | ×10,5 | 1 à 1,25 V | M0 C0    | 35 W | 800 MT/s | Socket P FCBGA6 | • Socket P : FF80577GG0453M (OEM et détail) FF80577GG0453MN FF80576GG0453M (OEM) BX80577T8100 • FCBGA6 : EC80577GG0453M (OEM) EC80576GG0453M (OEM) | 7 janvier 2008    | mai 2009          |
| T8300                                    | 2         | 2,4 GHz   | 2 × 64 Kio | 3 Mio | ×12   | 1 à 1,25 V | M0 C0    | 35 W | 800 MT/s | Socket P FCBGA6 | • Socket P : FF80577GG0563M (OEM et détail) BX80577T8300 • FCBGA6 : EC80577GG0563M (OEM) EC80576GG0563M (OEM)                                      | 7 janvier 2008    | mai 2009          |
| Core 2 Duo - série T9x00 (« Penryn »)    |           |           |            |       |       |            |          |      |          |                 | |                   |                   |
| T9300                                    | 2         | 2,5 GHz   | 2 × 64 Kio | 6 Mio | ×12,5 | 1 à 1,25 V | C0       | 35 W | 800 MT/s | Socket P FCBGA6 | • Socket P : FF80576GG0606M (OEM et détail) • FCBGA6 : EC80576GG0606M (OEM)                                                                        | 7 janvier 2008    | mai 2009          |
| T9500                                    | 2         | 2,6 GHz   | 2 × 64 Kio | 6 Mio | ×13   | 1 à 1,25 V | C0       | 35 W | 800 MT/s | Socket P FCBGA6 | • Socket P : FF80576GG0646M (OEM et détail) • FCBGA6 : EC80576GG0646M (OEM) AV80576SH0616M                                                         | 7 janvier 2008    | mai 2009          |

#### Plate-formeMontevina
La gamme pour la plateforme Montevina (Centrino 2) était, en comparaison avec la précédente, assez vaste, avec l'apparition des premiers « quad-cores » (quadruples cœurs) pour ordinateurs portables, dont un modèle Core 2 Extreme. Ces modèles n'étaient pas adaptés à une véritable mobilité, mais davantage destinés à des PC dits « transportables ». En outre, leur échauffement relativement important dut être compensé par un système inédit de compresseurs, organisés en cylindres de 2 cm de diamètre sur 10 cm de long, permettant d'abaisser de 10 °C la température d'un châssis.
Ces processeurs étaient disponibles en plusieurs formats, avec la possibilité de choisir entre la taille standard, de 35 × 35 mm, et la taille réduite, dite « Small Form Factor », ayant des références commençant par un S et une taille de 22 × 22 mm. Intel proposa aussi des modèles moyenne consommation (MV, pour « Medium Voltage »), faible consommation (LV, pour « Low Voltage ») et très faible consommation (uLV, pour « ultra Low Voltage »), ces deux derniers étant destinés aux ultraportables et devant remplacer les Merom équivalents. Ces modèles furent équipés d'un socket de type BGA (Ball Grid Array) de 22 × 22 mm.
| Modèle                                                              | Nb. cœurs | Fréquence | Cache      | Cache     | Mult. | Tension         | Révision | TDP   | FSB        | Socket    | Références                                                           | Commercialisation | Commercialisation |
| Modèle                                                              | Nb. cœurs | Fréquence | L1         | L2        | Mult. | Tension         | Révision | TDP   | FSB        | Socket    | Références                                                           | Début             | Fin               |
| ------------------------------------------------------------------- | --------- | --------- | ---------- | --------- | ----- | --------------- | -------- | ----- | ---------- | --------- | -------------------------------------------------------------------- | ----------------- | ----------------- |
| Core 2 Solo - série SU3x00 - Ultra-Low Voltage (ULV) (« Penryn-L ») |           |           |            |           |       |                 |          |       |            |           |                                                                      |                   |                   |
| SU3300                                                              | 1         | 1,20 GHz  | 64 Kio     | 3 Mio     | ×6    | 1,05 à 1,15 V   | M0 R0    | 5,5 W | 800 MT/s   | µFCBGA956 | AV80585UG0093M                                                       | 2e trim 2009      |                   |
| SU3500                                                              | 1         | 1,40 GHz  | 64 Kio     | 3 Mio     | ×7    | 1,05 à 1,15 V   | R0       | 5,5 W | 800 MT/s   | µFCBGA956 | AV80585UG0173M                                                       | 2e trim 2009      |                   |
| Core 2 Duo - série SU4x00 - Ultra-Low Voltage (ULV) (« Penryn-3M ») |           |           |            |           |       |                 |          |       |            |           |                                                                      |                   |                   |
| SU4100                                                              | 2         | 1,30 GHz  | 64 Kio     | 2 Mio     | ×6,5  | 1,05 à 1,15 V   |          | 10 W  | 800 MT/s   | µFCBGA956 |                                                                      | 3e trim 2009      |                   |
| Core 2 Duo - série SU7x00 - Ultra-Low Voltage (ULV) (« Penryn-3M ») |           |           |            |           |       |                 |          |       |            |           |                                                                      |                   |                   |
| SU7300                                                              | 2         | 1,30 GHz  | 64 Kio     | 3 Mio     | ×6,5  | 1,05 à 1,15 V   | R0       | 10 W  | 800 MT/s   | µFCBGA956 | AV80577UG0133M AV80577UG0133ML                                       | septembre 2009    |                   |
| Core 2 Duo - série SU9x00 - Ultra-Low Voltage (ULV) (« Penryn-3M ») |           |           |            |           |       |                 |          |       |            |           |                                                                      |                   |                   |
| SU9300                                                              | 2         | 1,20 GHz  | 2 × 64 Kio | 3 Mio     | ×6    | 1,05 à 1,15 V   | M0 R0    | 10 W  | 800 MT/s   | µFCBGA956 | AV80577UG0093M                                                       | 19 août 2008      |                   |
| SU9400                                                              | 2         | 1,40 GHz  | 2 × 64 Kio | 3 Mio     | ×7    | 1,05 à 1,15 V   | M0 R0    | 10 W  | 800 MT/s   | µFCBGA956 | AV80577UG0173M                                                       | 19 août 2008      |                   |
| SU9600                                                              | 2         | 1,60 GHz  | 2 × 64 Kio | 3 Mio     | ×8    | 1,05 à 1,15 V   | R0       | 10 W  | 800 MT/s   | µFCBGA956 | AV80577UG0253M                                                       | 31 mars 2009      |                   |
| Core 2 Duo - série SL9xx0 - Low Voltage (LV) (« Penryn »)           |           |           |            |           |       |                 |          |       |            |           |                                                                      |                   |                   |
| SL9300                                                              | 2         | 1,60 GHz  | 2 × 64 Kio | 6 Mio     | ×6    | 1,05 à 1,15 V   | C0 E0    | 17 W  | 1 066 MT/s | µFCBGA956 | AV80576LH0256M                                                       | 19 août 2008      |                   |
| SL9380                                                              | 2         | 1,80 GHz  | 2 × 64 Kio | 6 Mio     | ×9    | 1,05 à 1,15 V   | C0 E0    | 17 W  | 800 MT/s   | µFCBGA956 | AV80576LG0336M                                                       | 19 août 2008      |                   |
| SL9400                                                              | 2         | 1,87 GHz  | 2 × 64 Kio | 6 Mio     | ×7    | 1,05 à 1,15 V   | C0 E0    | 17 W  | 1 066 MT/s | µFCBGA956 | AV80576LH0366M                                                       | 19 août 2008      |                   |
| SL9600                                                              | 2         | 2,13 GHz  | 2 × 64 Kio | 6 Mio     | ×8    | 1,05 à 1,15 V   | E0       | 17 W  | 1 066 MT/s | µFCBGA956 | AV80576LH0466M                                                       | 31 mars 2009      |                   |
| Core 2 Duo - série SP9x00 - Medium Voltage (MV) (« Penryn »)        |           |           |            |           |       |                 |          |       |            |           |                                                                      |                   |                   |
| SP9300                                                              | 2         | 2,27 GHz  | 2 × 64 Kio | 6 Mio     | ×8,5  | 1,05 à 1,15 V   | C0       | 25 W  | 1 066 MT/s | µFCBGA956 | AV80576SH0516M                                                       | 19 août 2008      |                   |
| SP9400                                                              | 2         | 2,40 GHz  | 2 × 64 Kio | 6 Mio     | ×9    | 1,05 à 1,15 V   | C0 E0    | 25 W  | 1 066 MT/s | µFCBGA956 | AV80576SH0566M                                                       | 19 août 2008      |                   |
| SP9600                                                              | 2         | 2,53 GHz  | 2 × 64 Kio | 6 Mio     | ×9,5  | 1,05 à 1,15 V   | C0 E0    | 25 W  | 1 066 MT/s | µFCBGA956 | AV80576SH0516M AV80576SH0616M                                        | 31 mars 2009      |                   |
| Core 2 Duo - série P7x50 - Medium Voltage (MV) (« Penryn-3M »)      |           |           |            |           |       |                 |          |       |            |           |                                                                      |                   |                   |
| P7350,                                                              | 2         | 2,00 GHz  | 2 × 64 Kio | 3 Mio     | ×7,5  | 1,062 à 1,15 V  | C0 M0    | 25 W  | 1 066 MT/s | Socket P  | AW80576GH0413M AW80577SH0413M                                        | 3e trim 2008      |                   |
| P7350,                                                              | 2         | 2,00 GHz  | 2 × 64 Kio | 3 Mio     | ×7,5  | 1,062 à 1,15 V  | C0 R0    | 25 W  | 1 066 MT/s | FC-BGA478 |                                                                      | 3e trim 2008      |                   |
| P7370                                                               | 2         | 2,00 GHz  | 2 × 64 Kio | 3 Mio     | ×7,5  | 1,00 à 1,25 V   | R0       | 25 W  | 1 066 MT/s | Socket P  | AW80577SH0413M AW80577SH0413ML                                       | 1er octobre 2008  |                   |
| P7450,                                                              | 2         | 2,13 GHz  | 2 × 64 Kio | 3 Mio     | ×8    | 1,05 à 1,15 V   | C0 M0 R0 | 25 W  | 1 066 MT/s | Socket P  | AW80577SH0463M AW80576GH0463M (C0)                                   | 1er trim 2009     |                   |
| P7450,                                                              | 2         | 2,13 GHz  | 2 × 64 Kio | 3 Mio     | ×8    | 1,05 à 1,15 V   | C0       | 25 W  | 1 066 MT/s | FC-BGA478 | AW80577P7450M (C0)                                                   | 1er trim 2009     |                   |
| P7550,                                                              | 2         | 2,27 GHz  | 2 × 64 Kio | 3 Mio     | ×8,5  | 1,062 à 1,15 V  | R0       | 25 W  | 1 066 MT/s | Socket P  | AW80577SH0513MA                                                      | 3e trim 2009      |                   |
| P7570,                                                              | 2         | 2,27 GHz  | 2 × 64 Kio | 3 Mio     | ×8,5  | 1,062 à 1,15 V  | R0       | 25 W  | 1 066 MT/s | Socket P  | AW80577SH0513ML                                                      | 3e trim 2009      |                   |
| Core 2 Duo - série P8x00 - Medium Voltage (MV) (« Penryn-3M »)      |           |           |            |           |       |                 |          |       |            |           |                                                                      |                   |                   |
| P8400                                                               | 2         | 2,27 GHz  | 2 × 64 Kio | 3 Mio     | ×8,5  | 1,05 à 1,15 V   | M0 R0    | 25 W  | 1 066 MT/s | Socket P  | AW80577SH0513M AW80577SH0513MN BX80577P8400                          | 3e trim 2008      |                   |
| P8400                                                               | 2         | 2,27 GHz  | 2 × 64 Kio | 3 Mio     | ×8,5  | 1,05 à 1,15 V   | M0       | 25 W  | 1 066 MT/s | FC-BGA478 | AV80577SH0513M                                                       | 3e trim 2008      |                   |
| P8600                                                               | 2         | 2,40 GHz  | 2 × 64 Kio | 3 Mio     | ×9    | 1,05 à 1,15 V   | M0 R0    | 25 W  | 1 066 MT/s | Socket P  | AW80577SH0563M BX80577P8600                                          | 3e trim 2008      |                   |
| P8600                                                               | 2         | 2,40 GHz  | 2 × 64 Kio | 3 Mio     | ×9    | 1,05 à 1,15 V   | M0 R0    | 25 W  | 1 066 MT/s | FC-BGA478 | AV80577SH0563M                                                       | 3e trim 2008      |                   |
| P8700                                                               | 2         | 2,53 GHz  | 2 × 64 Kio | 3 Mio     | ×9,5  | 1,0 à 1,25 V    | R0       | 25 W  | 1 066 MT/s | Socket P  | AW80577SH0613MG BX80577P8700                                         | 4e trim 2008      |                   |
| P8700                                                               | 2         | 2,53 GHz  | 2 × 64 Kio | 3 Mio     | ×9,5  | 1,0 à 1,25 V    | R0       | 25 W  | 1 066 MT/s | FC-BGA478 | AV80577SH0613MG                                                      | 4e trim 2008      |                   |
| P8800                                                               | 2         | 2,67 GHz  | 2 × 64 Kio | 3 Mio     | ×10   | 1,0 à 1,25 V    | R0       | 25 W  | 1 066 MT/s | Socket P  | AW80577SH0673MG BX80577P8800                                         | 2e trim 2009      |                   |
| P8800                                                               | 2         | 2,67 GHz  | 2 × 64 Kio | 3 Mio     | ×10   | 1,0 à 1,25 V    | E0       | 25 W  | 1 066 MT/s | FC-BGA478 | AV80577SH0673MG                                                      | 2e trim 2009      |                   |
| Core 2 Duo - série P9x00 - Medium Voltage (MV) (« Penryn »)         |           |           |            |           |       |                 |          |       |            |           |                                                                      |                   |                   |
| P9400                                                               | 2         | 2,40 GHz  | 2 × 64 Kio | 6 Mio     | ×9,5  | 1,05 à 1,212 V  |          | 25 W  | 1 066 MT/s | Socket P  | AV80576SH0566MG                                                      | 19 août 2008      |                   |
| P9500                                                               | 2         | 2,53 GHz  | 2 × 64 Kio | 6 Mio     | ×9,5  | 1,05 à 1,162 V  | C0 E0    | 25 W  | 1 066 MT/s | Socket P  | AW80576SH0616M AV80576SH0616M                                        | 3e trim 2008      |                   |
| P9600                                                               | 2         | 2,67 GHz  | 2 × 64 Kio | 6 Mio     | ×10   | 1,05 à 1,212 V  | E0       | 25 W  | 1 066 MT/s | Socket P  | AW80576SH0676MG                                                      | 4e trim 2008      |                   |
| P9700                                                               | 2         | 2,80 GHz  | 2 × 64 Kio | 6 Mio     | ×10,5 | 1,012 à 1,175 V | E0       | 28 W  | 1 066 MT/s | Socket P  | AW80576SH0726MG                                                      | 2e trim 2009      |                   |
| Core 2 Duo - série T6xx0 - Standard Voltage (« Penryn »)            |           |           |            |           |       |                 |          |       |            |           |                                                                      |                   |                   |
| T6400                                                               | 2         | 2,00 GHz  | 2 × 64 Kio | 2 Mio     | ×10   | 1,00 à 1,25 V   | R0       | 35 W  | 800 MT/s   | Socket P  | AW80577GG0412MA                                                      | 1er janvier 2009  |                   |
| T6500                                                               | 2         | 2,10 GHz  | 2 × 64 Kio | 2 Mio     | ×10,5 | 1,00 à 1,25 V   | R0       | 35 W  | 800 MT/s   | Socket P  | AW80577GG0452ML AW80577GG0452MA                                      | 2e trim 2009      |                   |
| T6570                                                               | 2         | 2,10 GHz  | 2 × 64 Kio | 2 Mio     | ×10,5 | 1,00 à 1,25 V   | R0       | 35 W  | 800 MT/s   | Socket P  | AW80577GG0452MH                                                      | 1er avril 2009    |                   |
| T6600                                                               | 2         | 2,20 GHz  | 2 × 64 Kio | 2 Mio     | ×11   | 1,00 à 1,25 V   | R0       | 35 W  | 800 MT/s   | Socket P  | AW80577GG0492MA AW80577GG0492ML                                      | 1er janvier 2009  |                   |
| T6670                                                               | 2         | 2,20 GHz  | 2 × 64 Kio | 2 Mio     | ×11   | 1,00 à 1,25 V   | R0       | 35 W  | 800 MT/s   | Socket P  | AW80577GG0492MH                                                      | 3e trim 2009      |                   |
| T6900                                                               | 2         | 2,50 GHz  | 2 × 64 Kio | 2 Mio     | ×12,5 | 1,00 à 1,25 V   |          | 35 W  | 800 MT/s   | Socket P  | AW80577GG0602MA                                                      |                   |                   |
| T6970                                                               | 2         | 2,50 GHz  | 2 × 64 Kio | 2 Mio     | ×12,5 | 1,00 à 1,25 V   | R0       | 35 W  | 800 MT/s   | Socket P  | AW80577GG0602MH                                                      |                   |                   |
| Core 2 Duo - série T8x00 - Standard Voltage (« Penryn-3M »)         |           |           |            |           |       |                 |          |       |            |           |                                                                      |                   |                   |
| T8100,                                                              | 2         | 2,10 GHz  | 2 × 64 Kio | 3 Mio     | ×10,5 | 1,00 à 1,25 V   | M0 C0    | 35 W  | 800 MT/s   | Socket P  | FF80577GG0453M (M0) FF80577GG0453MN FF80576GG0453M (C0) BX80577T8100 | 1er trim 2008     |                   |
| T8100,                                                              | 2         | 2,10 GHz  | 2 × 64 Kio | 3 Mio     | ×10,5 | 1,00 à 1,25 V   | M0 C0    | 35 W  | 800 MT/s   | FCBGA6    | AW80577GG0452ML AW80577GG0452MA                                      | 1er trim 2008     |                   |
| T8300,                                                              | 2         | 2,40 GHz  | 2 × 64 Kio | 3 Mio     | ×12   | 1,00 à 1,25 V   | M0       | 35 W  | 800 MT/s   | Socket P  | AW80577GG0452ML AW80577GG0452MA                                      | 1er trim 2008     |                   |
| T8300,                                                              | 2         | 2,40 GHz  | 2 × 64 Kio | 3 Mio     | ×12   | 1,00 à 1,25 V   | M0 C0    | 35 W  | 800 MT/s   | FCBGA6    | AW80577GG0452ML AW80577GG0452MA                                      | 1er trim 2008     |                   |
| Core 2 Duo - série T9x00 - Standard Voltage (« Penryn »)            |           |           |            |           |       |                 |          |       |            |           |                                                                      |                   |                   |
| T9300,                                                              | 2         | 2,50 GHz  | 2 × 64 Kio | 6 Mio     | ×12,5 | 1,00 à 1,25 V   | C0       | 35 W  | 800 MT/s   | Socket P  | FF80576GG0606M                                                       | 1er trim 2008     |                   |
| T9300,                                                              | 2         | 2,50 GHz  | 2 × 64 Kio | 6 Mio     | ×12,5 | 1,00 à 1,25 V   | C0       | 35 W  | 800 MT/s   | FCBGA6    | EC80576GG0606M                                                       | 1er trim 2008     |                   |
| T9400                                                               | 2         | 2,53 GHz  | 2 × 64 Kio | 6 Mio     | ×9,5  | 1,050 à 1,162 V | C0 E0    | 35 W  | 1 066 MT/s | Socket P  | AW80576GH0616M                                                       | 3e trim 2008      |                   |
| T9400                                                               | 2         | 2,53 GHz  | 2 × 64 Kio | 6 Mio     | ×9,5  | 1,050 à 1,162 V | C0 E0    | 35 W  | 1 066 MT/s | FCBGA6    | AV80576GH0616M                                                       | 3e trim 2008      |                   |
| T9500,                                                              | 2         | 2,60 GHz  | 2 × 64 Kio | 6 Mio     | ×13   | 1,00 à 1,25 V   | C0       | 35 W  | 800 MT/s   | Socket P  | FF80576GG0646M                                                       | 1er trim 2008     |                   |
| T9500,                                                              | 2         | 2,60 GHz  | 2 × 64 Kio | 6 Mio     | ×13   | 1,00 à 1,25 V   | C0       | 35 W  | 800 MT/s   | FCBGA6    | EC80576GG0646M AV80576SH0616M                                        | 1er trim 2008     |                   |
| T9550                                                               | 2         | 2,67 GHz  | 2 × 64 Kio | 6 Mio     | ×10   | 1,050 à 1,212 V | E0       | 35 W  | 1 066 MT/s | Socket P  | AW80576GH0676MG                                                      | 4e trim 2008      |                   |
| T9550                                                               | 2         | 2,67 GHz  | 2 × 64 Kio | 6 Mio     | ×10   | 1,050 à 1,212 V | E0       | 35 W  | 1 066 MT/s | FCBGA6    | AV80576GH0676MG                                                      | 4e trim 2008      |                   |
| T9600                                                               | 2         | 2,80 GHz  | 2 × 64 Kio | 6 Mio     | ×10,5 | 1,050 à 1,212 V | C0 E0    | 35 W  | 1 066 MT/s | Socket P  | AW80576GH0726M                                                       | 3e trim 2008      |                   |
| T9600                                                               | 2         | 2,80 GHz  | 2 × 64 Kio | 6 Mio     | ×10,5 | 1,050 à 1,212 V | C0 E0    | 35 W  | 1 066 MT/s | FCBGA6    | AV80576GH0726M                                                       | 3e trim 2008      |                   |
| T9800                                                               | 2         | 2,93 GHz  | 2 × 64 Kio | 6 Mio     | ×11   | 1,050 à 1,212 V | E0       | 35 W  | 1 066 MT/s | Socket P  | AW80576GH0776MG                                                      | 4e trim 2008      |                   |
| T9800                                                               | 2         | 2,93 GHz  | 2 × 64 Kio | 6 Mio     | ×11   | 1,050 à 1,212 V | E0       | 35 W  | 1 066 MT/s | FCBGA6    | AV80576GH0776MG                                                      | 4e trim 2008      |                   |
| T9900                                                               | 2         | 3,07 GHz  | 2 × 64 Kio | 6 Mio     | ×11,5 | 1,050 à 1,212 V | E0       | 35 W  | 1 066 MT/s | Socket P  | AW80576GH0836MG                                                      | 2e trim 2009      |                   |
| T9900                                                               | 2         | 3,07 GHz  | 2 × 64 Kio | 6 Mio     | ×11,5 | 1,050 à 1,212 V | E0       | 35 W  | 1 066 MT/s | FCBGA6    | AV80576GH0836MG                                                      | 2e trim 2009      |                   |
| Core 2 Duo - série E8x35 - Standard Voltage (« Penryn »)            |           |           |            |           |       |                 |          |       |            |           |                                                                      |                   |                   |
| E8135                                                               | 2         | 2,40 GHz  | 2 × 64 Kio | 6 Mio     | ×9    |                 | C0       | 44 W  | 1 066 MT/s | Socket P  | FF80576E8135 FF80576GH0676M                                          | avril 2008        |                   |
| E8135                                                               | 2         | 2,67 GHz  | 2 × 64 Kio | 6 Mio     | ×10   |                 | E0       | 44 W  | 1 066 MT/s | Socket P  | AW80576GH0676M AW80576E8135                                          | avril 2008        |                   |
| E8135                                                               | 2         | 2,67 GHz  | 2 × 64 Kio | 6 Mio     | ×10   |                 | E0       | 35 W  | 1 066 MT/s | Socket P  | AW80576GH0676M                                                       | avril 2008        |                   |
| E8235                                                               | 2         | 2,80 GHz  | 2 × 64 Kio | 6 Mio     | ×10,5 |                 | C0       | 44 W  | 1 066 MT/s | Socket P  | FF80576GH0726M                                                       | mars 2009         |                   |
| E8335                                                               | 2         | 2,67 GHz  | 2 × 64 Kio | 6 Mio     | ×10   |                 | E0       | 44 W  | 1 066 MT/s | Socket P  | FF80576GH0776M                                                       | avril 2008        |                   |
| E8335                                                               | 2         | 2,93 GHz  | 2 × 64 Kio | 6 Mio     | ×11   |                 | E0       | 35 W  | 1 066 MT/s | Socket P  | AW80576GH0776M                                                       | mars 2009         |                   |
| E8435                                                               | 2         | 3,07 GHz  | 2 × 64 Kio | 6 Mio     | ×11,5 |                 | C0       | 55 W  | 1 066 MT/s | Socket P  | FF80576GH0836M                                                       | avril 2008        |                   |
| E8435                                                               | 2         | 3,07 GHz  | 2 × 64 Kio | 6 Mio     | ×11,5 |                 | E0       | 44 W  | 1 066 MT/s | Socket P  | AW80576GH0836M                                                       | mars 2009         |                   |
| Core 2 Quad - série Q9x00 (« Penryn QC »)                           |           |           |            |           |       |                 |          |       |            |           |                                                                      |                   |                   |
| Q9000                                                               | 4         | 2,00 GHz  | 2 × 64 Kio | 2 × 3 Mio | ×7,5  | 1,050 à 1,175 V | E0       | 45 W  | 1 066 MT/s | Socket P  | AW80581GH0416M BX80581Q9000                                          | 1er trim 2009     |                   |
| Q9100                                                               | 4         | 2,27 GHz  | 2 × 64 Kio | 2 × 6 Mio | ×8,5  | 1,050 à 1,175 V | E0       | 45 W  | 1 066 MT/s | Socket P  | AW80581GH051003                                                      | 3e trim 2008      |                   |

Notes :
1. 1 2 3 4 5 6  Certains lots de la série P7x50 ayant été fournis à Apple disposent de la technologie Trusted Execution Technology (en) (TXT).[155]
2. 1 2 3 4 5 6 7 8  Les modèles T8100, T8300, T9300 et T9500 étaient des precesseurs Penryn conçus pour les plateformes Santa Rosa Refresh avec un FSB maximal de 800 MT/s, alors que les autres processeurs Penryn étaient conçus pour les plateformes Montevina ayant un FSB maximal de 1 066 MT/s
3. 1 2 3  La 2e génération de l'iMac aluminium, commercialisée à partir d'avril 2008, utilisait des processeurs Apple Specific E8135 et E8335 sous-cadencés, tandis que le processeur E8235 était sur-cadencé, ce qui explique pourquoi les mêmes modèles apparaissent dans le tableau avec des valeurs différentes.